# Blocco (Unicode)
In Unicode, un blocco è un insieme di caratteri contigui di dimensione variabile. Molti blocchi codificano un intero sistema di scrittura, mentre altri comprendono simboli vari.

## Blocchi
| Blocchi Unicode e script contenuti | Blocchi Unicode e script contenuti | Blocchi Unicode e script contenuti             | Blocchi Unicode e script contenuti | Blocchi Unicode e script contenuti | Blocchi Unicode e script contenuti                                                                                         |
| Piano                              | Intervallo                         | Nome                                           | Codici assegnati                   | Caratteri assegnati                | Script |
| ---------------------------------- | ---------------------------------- | ---------------------------------------------- | ---------------------------------- | ---------------------------------- | --- |
| 0 BMP                              | U+0000 – U+007F                    | Basic Latin                                    | 128                                | 128                                | latino (52 caratteri), common (76 caratteri)                                                                               |
| 0 BMP                              | U+0080 – U+00FF                    | Latin-1 Supplement                             | 128                                | 128                                | latino (64 caratteri), common (64 caratteri)                                                                               |
| 0 BMP                              | U+0100 – U+017F                    | Latin Extended-A                               | 128                                | 128                                | latino |
| 0 BMP                              | U+0180 – U+024F                    | Latin Extended-B                               | 208                                | 208                                | latino |
| 0 BMP                              | U+0250 – U+02AF                    | IPA Extensions                                 | 96                                 | 96                                 | latino |
| 0 BMP                              | U+02B0 – U+02FF                    | Spacing Modifier Letters                       | 80                                 | 80                                 | bopomofo (2 caratteri), latino (14 caratteri), common (64 caratteri)                                                       |
| 0 BMP                              | U+0300 – U+036F                    | Combining Diacritical Marks                    | 112                                | 112                                | inherited |
| 0 BMP                              | U+0370 – U+03FF                    | Greek and Coptic                               | 144                                | 135                                | copto (14 caratteri), greco (117 caratteri), common (4 caratteri)                                                          |
| 0 BMP                              | U+0400 – U+04FF                    | Cyrillic                                       | 256                                | 256                                | cirillico (254 caratteri), inherited (2 caratteri)                                                                         |
| 0 BMP                              | U+0500 – U+052F                    | Cyrillic Supplement                            | 48                                 | 48                                 | cirillico |
| 0 BMP                              | U+0530 – U+058F                    | Armenian                                       | 96                                 | 91                                 | armeno |
| 0 BMP                              | U+0590 – U+05FF                    | Hebrew                                         | 112                                | 88                                 | ebraico |
| 0 BMP                              | U+0600 – U+06FF                    | Arabic                                         | 256                                | 255                                | arabo (237 caratteri), common (6 caratteri), inherited (12 caratteri)                                                      |
| 0 BMP                              | U+0700 – U+074F                    | Syriac                                         | 80                                 | 77                                 | siriaco |
| 0 BMP                              | U+0750 – U+077F                    | Arabic Supplement                              | 48                                 | 48                                 | arabo |
| 0 BMP                              | U+0780 – U+07BF                    | Thaana                                         | 64                                 | 50                                 | thaana |
| 0 BMP                              | U+07C0 – U+07FF                    | NKo                                            | 64                                 | 62                                 | N'Ko |
| 0 BMP                              | U+0800 – U+083F                    | Samaritan                                      | 64                                 | 61                                 | samaritano |
| 0 BMP                              | U+0840 – U+085F                    | Mandaic                                        | 32                                 | 29                                 | mandaico |
| 0 BMP                              | U+0860 – U+086F                    | Syriac Supplement                              | 16                                 | 11                                 | siriaco |
| 0 BMP                              | U+08A0 – U+08FF                    | Arabic Extended-A                              | 96                                 | 84                                 | arabo (83 caratteri), common (1 carattere)                                                                                 |
| 0 BMP                              | U+0900 – U+097F                    | Devanagari                                     | 128                                | 128                                | devanagari (122 caratteri), common (2 caratteri), inherited (4 caratteri)                                                  |
| 0 BMP                              | U+0980 – U+09FF                    | Bengali                                        | 128                                | 96                                 | bengalese |
| 0 BMP                              | U+0A00 – U+0A7F                    | Gurmukhi                                       | 128                                | 80                                 | gurmukhi |
| 0 BMP                              | U+0A80 – U+0AFF                    | Gujarati                                       | 128                                | 91                                 | gujarati |
| 0 BMP                              | U+0B00 – U+0B7F                    | Oriya                                          | 128                                | 91                                 | oriyā |
| 0 BMP                              | U+0B80 – U+0BFF                    | Tamil                                          | 128                                | 72                                 | tamil |
| 0 BMP                              | U+0C00 – U+0C7F                    | Telugu                                         | 128                                | 98                                 | telugu |
| 0 BMP                              | U+0C80 – U+0CFF                    | Kannada                                        | 128                                | 89                                 | kannada |
| 0 BMP                              | U+0D00 – U+0D7F                    | Malayalam                                      | 128                                | 118                                | malayalam |
| 0 BMP                              | U+0D80 – U+0DFF                    | Sinhala                                        | 128                                | 91                                 | singalese |
| 0 BMP                              | U+0E00 – U+0E7F                    | Thai                                           | 128                                | 87                                 | thailandese (86 caratteri), common (1 carattere)                                                                           |
| 0 BMP                              | U+0E80 – U+0EFF                    | Lao                                            | 128                                | 82                                 | laotiano |
| 0 BMP                              | U+0F00 – U+0FFF                    | Tibetan                                        | 256                                | 211                                | tibetano (207 caratteri), common (4 caratteri)                                                                             |
| 0 BMP                              | U+1000 – U+109F                    | Myanmar                                        | 160                                | 160                                | birmano |
| 0 BMP                              | U+10A0 – U+10FF                    | Georgian                                       | 96                                 | 88                                 | georgiano (87 caratteri), common (1 carattere)                                                                             |
| 0 BMP                              | U+1100 – U+11FF                    | Hangul Jamo                                    | 256                                | 256                                | hangŭl |
| 0 BMP                              | U+1200 – U+137F                    | Ethiopic                                       | 384                                | 358                                | ge'ez |
| 0 BMP                              | U+1380 – U+139F                    | Ethiopic Supplement                            | 32                                 | 26                                 | ge'ez |
| 0 BMP                              | U+13A0 – U+13FF                    | Cherokee                                       | 96                                 | 92                                 | cherokee |
| 0 BMP                              | U+1400 – U+167F                    | Unified Canadian Aboriginal Syllabics          | 640                                | 640                                | aborigeno canadese |
| 0 BMP                              | U+1680 – U+169F                    | Ogham                                          | 32                                 | 29                                 | ogamico |
| 0 BMP                              | U+16A0 – U+16FF                    | Runic                                          | 96                                 | 89                                 | runico (86 caratteri), common (3 caratteri)                                                                                |
| 0 BMP                              | U+1700 – U+171F                    | Tagalog                                        | 32                                 | 20                                 | baybayin |
| 0 BMP                              | U+1720 – U+173F                    | Hanunoo                                        | 32                                 | 23                                 | hanunó'o (21 caratteri), common (2 caratteri)                                                                              |
| 0 BMP                              | U+1740 – U+175F                    | Buhid                                          | 32                                 | 20                                 | buhid |
| 0 BMP                              | U+1760 – U+177F                    | Tagbanwa                                       | 32                                 | 18                                 | tagbanwa |
| 0 BMP                              | U+1780 – U+17FF                    | Khmer                                          | 128                                | 114                                | khmer |
| 0 BMP                              | U+1800 – U+18AF                    | Mongolian                                      | 176                                | 157                                | mongolo (154 caratteri), common (3 caratteri)                                                                              |
| 0 BMP                              | U+18B0 – U+18FF                    | Unified Canadian Aboriginal Syllabics Extended | 80                                 | 70                                 | aborigeno canadese |
| 0 BMP                              | U+1900 – U+194F                    | Limbu                                          | 80                                 | 68                                 | limbu |
| 0 BMP                              | U+1950 – U+197F                    | Tai Le                                         | 48                                 | 35                                 | tai le |
| 0 BMP                              | U+1980 – U+19DF                    | New Tai Lue                                    | 96                                 | 83                                 | tai lue nuovo |
| 0 BMP                              | U+19E0 – U+19FF                    | Khmer Symbols                                  | 32                                 | 32                                 | khmer |
| 0 BMP                              | U+1A00 – U+1A1F                    | Buginese                                       | 32                                 | 30                                 | lontara |
| 0 BMP                              | U+1A20 – U+1AAF                    | Tai Tham                                       | 144                                | 127                                | tai tham |
| 0 BMP                              | U+1AB0 – U+1AFF                    | Combining Diacritical Marks Extended           | 80                                 | 17                                 | inherited |
| 0 BMP                              | U+1B00 – U+1B7F                    | Balinese                                       | 128                                | 121                                | balinese |
| 0 BMP                              | U+1B80 – U+1BBF                    | Sundanese                                      | 64                                 | 64                                 | sundanese |
| 0 BMP                              | U+1BC0 – U+1BFF                    | Batak                                          | 64                                 | 56                                 | batak |
| 0 BMP                              | U+1C00 – U+1C4F                    | Lepcha                                         | 80                                 | 74                                 | lepcha |
| 0 BMP                              | U+1C50 – U+1C7F                    | Ol Chiki                                       | 48                                 | 48                                 | ol chiki |
| 0 BMP                              | U+1C80 – U+1C8F                    | Cyrillic Extended-C                            | 16                                 | 9                                  | cirillico |
| 0 BMP                              | U+1C90 – U+1CBF                    | Georgian Extended                              | 48                                 | 46                                 | georgiano |
| 0 BMP                              | U+1CC0 – U+1CCF                    | Sundanese Supplement                           | 16                                 | 8                                  | Sundanese |
| 0 BMP                              | U+1CD0 – U+1CFF                    | Vedic Extensions                               | 48                                 | 43                                 | common (16 caratteri), inherited (27 caratteri)                                                                            |
| 0 BMP                              | U+1D00 – U+1D7F                    | Phonetic Extensions                            | 128                                | 128                                | cirillico (2 caratteri), greco (15 caratteri), latino (111 caratteri)                                                      |
| 0 BMP                              | U+1D80 – U+1DBF                    | Phonetic Extensions Supplement                 | 64                                 | 64                                 | greco (1 carattere), latino (63 caratteri)                                                                                 |
| 0 BMP                              | U+1DC0 – U+1DFF                    | Combining Diacritical Marks Supplement         | 64                                 | 63                                 | inherited |
| 0 BMP                              | U+1E00 – U+1EFF                    | Latin Extended Additional                      | 256                                | 256                                | latino |
| 0 BMP                              | U+1F00 – U+1FFF                    | Greek Extended                                 | 256                                | 233                                | greco |
| 0 BMP                              | U+2000 – U+206F                    | General Punctuation                            | 112                                | 111                                | common (109 caratteri), inherited (2 caratteri)                                                                            |
| 0 BMP                              | U+2070 – U+209F                    | Superscripts and Subscripts                    | 48                                 | 42                                 | latino (15 caratteri), common (27 caratteri)                                                                               |
| 0 BMP                              | U+20A0 – U+20CF                    | Currency Symbols                               | 48                                 | 32                                 | common |
| 0 BMP                              | U+20D0 – U+20FF                    | Combining Diacritical Marks for Symbols        | 48                                 | 33                                 | inherited |
| 0 BMP                              | U+2100 – U+214F                    | Letterlike Symbols                             | 80                                 | 80                                 | greco (1 carattere), latino (4 caratteri), common (75 caratteri)                                                           |
| 0 BMP                              | U+2150 – U+218F                    | Number Forms                                   | 64                                 | 60                                 | latino (41 caratteri), common (19 caratteri)                                                                               |
| 0 BMP                              | U+2190 – U+21FF                    | Arrows                                         | 112                                | 112                                | common |
| 0 BMP                              | U+2200 – U+22FF                    | Mathematical Operators                         | 256                                | 256                                | common |
| 0 BMP                              | U+2300 – U+23FF                    | Miscellaneous Technical                        | 256                                | 256                                | common |
| 0 BMP                              | U+2400 – U+243F                    | Control Pictures                               | 64                                 | 39                                 | common |
| 0 BMP                              | U+2440 – U+245F                    | Optical Character Recognition                  | 32                                 | 11                                 | common |
| 0 BMP                              | U+2460 – U+24FF                    | Enclosed Alphanumerics                         | 160                                | 160                                | common |
| 0 BMP                              | U+2500 – U+257F                    | Box Drawing                                    | 128                                | 128                                | common |
| 0 BMP                              | U+2580 – U+259F                    | Block Elements                                 | 32                                 | 32                                 | common |
| 0 BMP                              | U+25A0 – U+25FF                    | Geometric Shapes                               | 96                                 | 96                                 | common |
| 0 BMP                              | U+2600 – U+26FF                    | Miscellaneous Symbols                          | 256                                | 256                                | common |
| 0 BMP                              | U+2700 – U+27BF                    | Dingbats                                       | 192                                | 192                                | common |
| 0 BMP                              | U+27C0 – U+27EF                    | Miscellaneous Mathematical Symbols-A           | 48                                 | 48                                 | common |
| 0 BMP                              | U+27F0 – U+27FF                    | Supplemental Arrows-A                          | 16                                 | 16                                 | common |
| 0 BMP                              | U+2800 – U+28FF                    | Braille Patterns                               | 256                                | 256                                | braille |
| 0 BMP                              | U+2900 – U+297F                    | Supplemental Arrows-B                          | 128                                | 128                                | common |
| 0 BMP                              | U+2980 – U+29FF                    | Miscellaneous Mathematical Symbols-B           | 128                                | 128                                | common |
| 0 BMP                              | U+2A00 – U+2AFF                    | Supplemental Mathematical Operators            | 256                                | 256                                | common |
| 0 BMP                              | U+2B00 – U+2BFF                    | Miscellaneous Symbols and Arrows               | 256                                | 253                                | common |
| 0 BMP                              | U+2C00 – U+2C5F                    | Glagolitic                                     | 96                                 | 94                                 | glagolitico |
| 0 BMP                              | U+2C60 – U+2C7F                    | Latin Extended-C                               | 32                                 | 32                                 | latino |
| 0 BMP                              | U+2C80 – U+2CFF                    | Coptic                                         | 128                                | 123                                | copto |
| 0 BMP                              | U+2D00 – U+2D2F                    | Georgian Supplement                            | 48                                 | 40                                 | georgiano |
| 0 BMP                              | U+2D30 – U+2D7F                    | Tifinagh                                       | 80                                 | 59                                 | tifinagh |
| 0 BMP                              | U+2D80 – U+2DDF                    | Ethiopic Extended                              | 96                                 | 79                                 | ge'ez |
| 0 BMP                              | U+2DE0 – U+2DFF                    | Cyrillic Extended-A                            | 32                                 | 32                                 | cirillico |
| 0 BMP                              | U+2E00 – U+2E7F                    | Supplemental Punctuation                       | 128                                | 83                                 | common |
| 0 BMP                              | U+2E80 – U+2EFF                    | CJK Radicals Supplement                        | 128                                | 115                                | cinese |
| 0 BMP                              | U+2F00 – U+2FDF                    | Kangxi Radicals                                | 224                                | 214                                | cinese |
| 0 BMP                              | U+2FF0 – U+2FFF                    | Ideographic Description Characters             | 16                                 | 12                                 | common |
| 0 BMP                              | U+3000 – U+303F                    | CJK Symbols and Punctuation                    | 64                                 | 64                                 | cinese (15 caratteri), hangŭl (2 caratteri), common (43 caratteri), inherited (4 caratteri)                                |
| 0 BMP                              | U+3040 – U+309F                    | Hiragana                                       | 96                                 | 93                                 | hiragana (89 caratteri), common (2 caratteri), inherited (2 caratteri)                                                     |
| 0 BMP                              | U+30A0 – U+30FF                    | Katakana                                       | 96                                 | 96                                 | katakana (93 caratteri), common (3 caratteri)                                                                              |
| 0 BMP                              | U+3100 – U+312F                    | Bopomofo                                       | 48                                 | 43                                 | bopomofo |
| 0 BMP                              | U+3130 – U+318F                    | Hangul Compatibility Jamo                      | 96                                 | 94                                 | hangŭl |
| 0 BMP                              | U+3190 – U+319F                    | Kanbun                                         | 16                                 | 16                                 | common |
| 0 BMP                              | U+31A0 – U+31BF                    | Bopomofo Extended                              | 32                                 | 32                                 | opomofo |
| 0 BMP                              | U+31C0 – U+31EF                    | CJK Strokes                                    | 48                                 | 36                                 | common |
| 0 BMP                              | U+31F0 – U+31FF                    | Katakana Phonetic Extensions                   | 16                                 | 16                                 | katakana |
| 0 BMP                              | U+3200 – U+32FF                    | Enclosed CJK Letters and Months                | 256                                | 255                                | hangŭl (62 caratteri), katakana (47 caratteri), common (146 caratteri)                                                     |
| 0 BMP                              | U+3300 – U+33FF                    | CJK Compatibility                              | 256                                | 256                                | katakana (88 caratteri), common (168 caratteri)                                                                            |
| 0 BMP                              | U+3400 – U+4DBF                    | CJK Unified Ideographs Extension A             | 6,592                              | 6,592                              | cinese |
| 0 BMP                              | U+4DC0 – U+4DFF                    | Yijing Hexagram Symbols                        | 64                                 | 64                                 | common |
| 0 BMP                              | U+4E00 – U+9FFF                    | CJK Unified Ideographs                         | 20,992                             | 20,989                             | cinese |
| 0 BMP                              | U+A000 – U+A48F                    | Yi Syllables                                   | 1,168                              | 1,165                              | yi |
| 0 BMP                              | U+A490 – U+A4CF                    | Yi Radicals                                    | 64                                 | 55                                 | yi |
| 0 BMP                              | U+A4D0 – U+A4FF                    | Lisu                                           | 48                                 | 48                                 | farser |
| 0 BMP                              | U+A500 – U+A63F                    | Vai                                            | 320                                | 300                                | vai |
| 0 BMP                              | U+A640 – U+A69F                    | Cyrillic Extended-B                            | 96                                 | 96                                 | cirillico |
| 0 BMP                              | U+A6A0 – U+A6FF                    | Bamum                                          | 96                                 | 88                                 | bamum |
| 0 BMP                              | U+A700 – U+A71F                    | Modifier Tone Letters                          | 32                                 | 32                                 | common |
| 0 BMP                              | U+A720 – U+A7FF                    | Latin Extended-D                               | 224                                | 180                                | latino (175 caratteri), common (5 caratteri)                                                                               |
| 0 BMP                              | U+A800 – U+A82F                    | Syloti Nagri                                   | 48                                 | 45                                 | siloṭi nagri |
| 0 BMP                              | U+A830 – U+A83F                    | common Indic Number Forms                      | 16                                 | 10                                 | common |
| 0 BMP                              | U+A840 – U+A87F                    | Phags-pa                                       | 64                                 | 56                                 | ʼphags-pa |
| 0 BMP                              | U+A880 – U+A8DF                    | Saurashtra                                     | 96                                 | 82                                 | saurashtra |
| 0 BMP                              | U+A8E0 – U+A8FF                    | Devanagari Extended                            | 32                                 | 32                                 | devanagari |
| 0 BMP                              | U+A900 – U+A92F                    | Kayah Li                                       | 48                                 | 48                                 | kayah li (47 caratteri), common (1 carattere)                                                                              |
| 0 BMP                              | U+A930 – U+A95F                    | Rejang                                         | 48                                 | 37                                 | rejang |
| 0 BMP                              | U+A960 – U+A97F                    | Hangul Jamo Extended-A                         | 32                                 | 29                                 | hangŭl |
| 0 BMP                              | U+A980 – U+A9DF                    | Javanese                                       | 96                                 | 91                                 | giavanese (90 caratteri), common (1 carattere)                                                                             |
| 0 BMP                              | U+A9E0 – U+A9FF                    | Myanmar Extended-B                             | 32                                 | 31                                 | birmano |
| 0 BMP                              | U+AA00 – U+AA5F                    | Cham                                           | 96                                 | 83                                 | Cham |
| 0 BMP                              | U+AA60 – U+AA7F                    | Myanmar Extended-A                             | 32                                 | 32                                 | birmano |
| 0 BMP                              | U+AA80 – U+AADF                    | Tai Viet                                       | 96                                 | 72                                 | tai viet |
| 0 BMP                              | U+AAE0 – U+AAFF                    | Meetei Mayek Extensions                        | 32                                 | 23                                 | meetei mayek |
| 0 BMP                              | U+AB00 – U+AB2F                    | Ethiopic Extended-A                            | 48                                 | 32                                 | ge'ez |
| 0 BMP                              | U+AB30 – U+AB6F                    | Latin Extended-E                               | 64                                 | 60                                 | latino (56 caratteri), greco (1 carattere), common (3 caratteri)                                                           |
| 0 BMP                              | U+AB70 – U+ABBF                    | Cherokee Supplement                            | 80                                 | 80                                 | cherokee |
| 0 BMP                              | U+ABC0 – U+ABFF                    | Meetei Mayek                                   | 64                                 | 56                                 | meetei mayek |
| 0 BMP                              | U+AC00 – U+D7AF                    | Hangul Syllables                               | 11,184                             | 11,172                             | hangŭl |
| 0 BMP                              | U+D7B0 – U+D7FF                    | Hangul Jamo Extended-B                         | 80                                 | 72                                 | hangŭl |
| 0 BMP                              | U+D800 – U+DB7F                    | High Surrogates                                | 896                                | 0                                  | unknown |
| 0 BMP                              | U+DB80 – U+DBFF                    | High Private Use Surrogates                    | 128                                | 0                                  | unknown |
| 0 BMP                              | U+DC00 – U+DFFF                    | Low Surrogates                                 | 1,024                              | 0                                  | unknown |
| 0 BMP                              | U+E000 – U+F8FF                    | Private Use Area                               | 6,400                              | 6,400                              | unknown |
| 0 BMP                              | U+F900 – U+FAFF                    | CJK Compatibility Ideographs                   | 512                                | 472                                | cinese |
| 0 BMP                              | U+FB00 – U+FB4F                    | Alphabetic Presentation Forms                  | 80                                 | 58                                 | armeno (5 caratteri), ebraico (46 caratteri), latino (7 caratteri)                                                         |
| 0 BMP                              | U+FB50 – U+FDFF                    | Arabic Presentation Forms-A                    | 688                                | 611                                | arabo (609 caratteri), common (2 caratteri)                                                                                |
| 0 BMP                              | U+FE00 – U+FE0F                    | Variation Selectors                            | 16                                 | 16                                 | inherited |
| 0 BMP                              | U+FE10 – U+FE1F                    | Vertical Forms                                 | 16                                 | 10                                 | common |
| 0 BMP                              | U+FE20 – U+FE2F                    | Combining Half Marks                           | 16                                 | 16                                 | cirillico (2 caratteri), inherited (14 caratteri)                                                                          |
| 0 BMP                              | U+FE30 – U+FE4F                    | CJK Compatibility Forms                        | 32                                 | 32                                 | common |
| 0 BMP                              | U+FE50 – U+FE6F                    | Small Form Variants                            | 32                                 | 26                                 | common |
| 0 BMP                              | U+FE70 – U+FEFF                    | Arabic Presentation Forms-B                    | 144                                | 141                                | arabo (140 caratteri), common (1 carattere)                                                                                |
| 0 BMP                              | U+FF00 – U+FFEF                    | Halfwidth and Fullwidth Forms                  | 240                                | 225                                | hangŭl (52 caratteri), katakana (55 caratteri), latino (52 caratteri), common (66 caratteri)                               |
| 0 BMP                              | U+FFF0 – U+FFFF                    | Specials                                       | 16                                 | 5                                  | common |
| 1 SMP                              | U+10000 – U+1007F                  | Linear B Syllabary                             | 128                                | 88                                 | lineare B |
| 1 SMP                              | U+10080 – U+100FF                  | Linear B Ideograms                             | 128                                | 123                                | lineare B |
| 1 SMP                              | U+10100 – U+1013F                  | Aegean Numbers                                 | 64                                 | 57                                 | common |
| 1 SMP                              | U+10140 – U+1018F                  | Ancient Greek Numbers                          | 80                                 | 79                                 | greco |
| 1 SMP                              | U+10190 – U+101CF                  | Ancient Symbols                                | 64                                 | 14                                 | greco (1 carattere), common (13 caratteri)                                                                                 |
| 1 SMP                              | U+101D0 – U+101FF                  | Phaistos Disc                                  | 48                                 | 46                                 | common (45 caratteri), inherited (1 carattere)                                                                             |
| 1 SMP                              | U+10280 – U+1029F                  | Lycian                                         | 32                                 | 29                                 | licio |
| 1 SMP                              | U+102A0 – U+102DF                  | Carian                                         | 64                                 | 49                                 | cario |
| 1 SMP                              | U+102E0 – U+102FF                  | Coptic Epact Numbers                           | 32                                 | 28                                 | common (27 caratteri), inherited (1 carattere)                                                                             |
| 1 SMP                              | U+10300 – U+1032F                  | Old Italic                                     | 48                                 | 39                                 | etrusco |
| 1 SMP                              | U+10330 – U+1034F                  | Gothic                                         | 32                                 | 27                                 | gotico |
| 1 SMP                              | U+10350 – U+1037F                  | Old Permic                                     | 48                                 | 43                                 | permico antico |
| 1 SMP                              | U+10380 – U+1039F                  | Ugaritic                                       | 32                                 | 31                                 | ugaritico |
| 1 SMP                              | U+103A0 – U+103DF                  | Old Persian                                    | 64                                 | 50                                 | persiano antico |
| 1 SMP                              | U+10400 – U+1044F                  | Deseret                                        | 80                                 | 80                                 | deseret |
| 1 SMP                              | U+10450 – U+1047F                  | Shavian                                        | 48                                 | 48                                 | shaviano |
| 1 SMP                              | U+10480 – U+104AF                  | Osmanya                                        | 48                                 | 40                                 | osmanya |
| 1 SMP                              | U+104B0 – U+104FF                  | Osage                                          | 80                                 | 72                                 | osage |
| 1 SMP                              | U+10500 – U+1052F                  | Elbasan                                        | 48                                 | 40                                 | elbasan |
| 1 SMP                              | U+10530 – U+1056F                  | Caucasian Albanian                             | 64                                 | 53                                 | albanese caucasico |
| 1 SMP                              | U+10600 – U+1077F                  | Linear A                                       | 384                                | 341                                | lineare A |
| 1 SMP                              | U+10800 – U+1083F                  | Cypriot Syllabary                              | 64                                 | 55                                 | cipriota |
| 1 SMP                              | U+10840 – U+1085F                  | Imperial Aramaic                               | 32                                 | 31                                 | aramaico |
| 1 SMP                              | U+10860 – U+1087F                  | Palmyrene                                      | 32                                 | 32                                 | palmireno |
| 1 SMP                              | U+10880 – U+108AF                  | Nabataean                                      | 48                                 | 40                                 | nabateo |
| 1 SMP                              | U+108E0 – U+108FF                  | Hatran                                         | 32                                 | 26                                 | hatran |
| 1 SMP                              | U+10900 – U+1091F                  | Phoenician                                     | 32                                 | 29                                 | fenicio |
| 1 SMP                              | U+10920 – U+1093F                  | Lydian                                         | 32                                 | 27                                 | lidio |
| 1 SMP                              | U+10980 – U+1099F                  | Meroitic Hieroglyphs                           | 32                                 | 32                                 | meroitico |
| 1 SMP                              | U+109A0 – U+109FF                  | Meroitic Cursive                               | 96                                 | 90                                 | meroitico (corsivo) |
| 1 SMP                              | U+10A00 – U+10A5F                  | Kharoshthi                                     | 96                                 | 68                                 | kharoshthi |
| 1 SMP                              | U+10A60 – U+10A7F                  | Old South Arabian                              | 32                                 | 32                                 | arabo meridionale |
| 1 SMP                              | U+10A80 – U+10A9F                  | Old North Arabian                              | 32                                 | 32                                 | arabo settentrionale |
| 1 SMP                              | U+10AC0 – U+10AFF                  | Manichaean                                     | 64                                 | 51                                 | manicheo |
| 1 SMP                              | U+10B00 – U+10B3F                  | Avestan                                        | 64                                 | 61                                 | avestico |
| 1 SMP                              | U+10B40 – U+10B5F                  | Inscriptional Parthian                         | 32                                 | 30                                 | partico epigrafico |
| 1 SMP                              | U+10B60 – U+10B7F                  | Inscriptional Pahlavi                          | 32                                 | 27                                 | pahlavi epigrafico |
| 1 SMP                              | U+10B80 – U+10BAF                  | Psalter Pahlavi                                | 48                                 | 29                                 | pahlavico salterio |
| 1 SMP                              | U+10C00 – U+10C4F                  | Old Turkic                                     | 80                                 | 73                                 | turco antico |
| 1 SMP                              | U+10C80 – U+10CFF                  | Old Hungarian                                  | 128                                | 108                                | ungherese antico |
| 1 SMP                              | U+10D00 – U+10D3F                  | Hanifi Rohingya                                | 64                                 | 50                                 | hanifi |
| 1 SMP                              | U+10E60 – U+10E7F                  | Rumi Numeral Symbols                           | 32                                 | 31                                 | arabo |
| 1 SMP                              | U+10E80 – U+10EBF                  | Yezidi                                         | 64                                 | 47                                 | yezidi |
| 1 SMP                              | U+10F00 – U+10F2F                  | Old Sogdian                                    | 48                                 | 40                                 | sogdiano antico |
| 1 SMP                              | U+10F30 – U+10F6F                  | Sogdian                                        | 64                                 | 42                                 | sogdiano |
| 1 SMP                              | U+10FB0 – U+10FDF                  | Chorasmian                                     | 48                                 | 28                                 | corasmio |
| 1 SMP                              | U+10FE0 – U+10FFF                  | Elymaic                                        | 32                                 | 23                                 | elimaico |
| 1 SMP                              | U+11000 – U+1107F                  | Brahmi                                         | 128                                | 109                                | brahmì |
| 1 SMP                              | U+11080 – U+110CF                  | Kaithi                                         | 80                                 | 67                                 | kaithi |
| 1 SMP                              | U+110D0 – U+110FF                  | Sora Sompeng                                   | 48                                 | 35                                 | sorang sompeng |
| 1 SMP                              | U+11100 – U+1114F                  | Chakma                                         | 80                                 | 71                                 | chakma |
| 1 SMP                              | U+11150 – U+1117F                  | Mahajani                                       | 48                                 | 39                                 | mahājanī |
| 1 SMP                              | U+11180 – U+111DF                  | Sharada                                        | 96                                 | 96                                 | śāradā |
| 1 SMP                              | U+111E0 – U+111FF                  | Sinhala Archaic Numbers                        | 32                                 | 20                                 | singalese |
| 1 SMP                              | U+11200 – U+1124F                  | Khojki                                         | 80                                 | 62                                 | khojki |
| 1 SMP                              | U+11280 – U+112AF                  | Multani                                        | 48                                 | 38                                 | multani |
| 1 SMP                              | U+112B0 – U+112FF                  | Khudawadi                                      | 80                                 | 69                                 | khudawadi |
| 1 SMP                              | U+11300 – U+1137F                  | Grantha                                        | 128                                | 86                                 | grantha (85 caratteri), inherited (1 carattere)                                                                            |
| 1 SMP                              | U+11400 – U+1147F                  | Newa                                           | 128                                | 97                                 | pracalita |
| 1 SMP                              | U+11480 – U+114DF                  | Tirhuta                                        | 96                                 | 82                                 | tirhuta |
| 1 SMP                              | U+11580 – U+115FF                  | Siddham                                        | 128                                | 92                                 | siddhaṃ |
| 1 SMP                              | U+11600 – U+1165F                  | Modi                                           | 96                                 | 79                                 | moḍī |
| 1 SMP                              | U+11660 – U+1167F                  | Mongolian Supplement                           | 32                                 | 13                                 | mongolo |
| 1 SMP                              | U+11680 – U+116CF                  | Takri                                          | 80                                 | 67                                 | takri |
| 1 SMP                              | U+11700 – U+1173F                  | Ahom                                           | 64                                 | 58                                 | ahom |
| 1 SMP                              | U+11800 – U+1184F                  | Dogra                                          | 80                                 | 60                                 | dogri |
| 1 SMP                              | U+118A0 – U+118FF                  | Warang Citi                                    | 96                                 | 84                                 | warang citi |
| 1 SMP                              | U+11900 – U+1195F                  | Dives Akuru                                    | 96                                 | 72                                 | dives akuru |
| 1 SMP                              | U+119A0 – U+119FF                  | Nandinagari                                    | 96                                 | 65                                 | nandinagari |
| 1 SMP                              | U+11A00 – U+11A4F                  | Zanabazar Square                               | 80                                 | 72                                 | quadri orizzontali |
| 1 SMP                              | U+11A50 – U+11AAF                  | Soyombo                                        | 96                                 | 83                                 | soyombo |
| 1 SMP                              | U+11AC0 – U+11AFF                  | Pau Cin Hau                                    | 64                                 | 57                                 | pau cin hau |
| 1 SMP                              | U+11C00 – U+11C6F                  | Bhaiksuki                                      | 112                                | 97                                 | bhaiksuki |
| 1 SMP                              | U+11C70 – U+11CBF                  | Marchen                                        | 80                                 | 68                                 | marchen |
| 1 SMP                              | U+11D00 – U+11D5F                  | Masaram Gondi                                  | 96                                 | 75                                 | masaram gondi |
| 1 SMP                              | U+11D60 – U+11DAF                  | Gunjala Gondi                                  | 80                                 | 63                                 | gunjala gondi |
| 1 SMP                              | U+11EE0 – U+11EFF                  | Makasar                                        | 32                                 | 25                                 | makasar |
| 1 SMP                              | U+11FB0 – U+11FBF                  | Lisu Supplement                                | 16                                 | 1                                  | farser |
| 1 SMP                              | U+11FC0 – U+11FFF                  | Tamil Supplement                               | 64                                 | 51                                 | tamil |
| 1 SMP                              | U+12000 – U+123FF                  | Cuneiform                                      | 1,024                              | 922                                | cuneiforme |
| 1 SMP                              | U+12400 – U+1247F                  | Cuneiform Numbers and Punctuation              | 128                                | 116                                | cuneiforme |
| 1 SMP                              | U+12480 – U+1254F                  | Early Dynastic Cuneiform                       | 208                                | 196                                | cuneiforme |
| 1 SMP                              | U+13000 – U+1342F                  | Egyptian Hieroglyphs                           | 1,072                              | 1,071                              | geroglifici egizi |
| 1 SMP                              | U+13430 – U+1343F                  | Egyptian Hieroglyph Format Controls            | 16                                 | 9                                  | geroglifici egizi |
| 1 SMP                              | U+14400 – U+1467F                  | Anatolian Hieroglyphs                          | 640                                | 583                                | geroglifici anatolici |
| 1 SMP                              | U+16800 – U+16A3F                  | Bamum Supplement                               | 576                                | 569                                | bamum |
| 1 SMP                              | U+16A40 – U+16A6F                  | Mro                                            | 48                                 | 43                                 | mru |
| 1 SMP                              | U+16AD0 – U+16AFF                  | Bassa Vah                                      | 48                                 | 36                                 | bassa |
| 1 SMP                              | U+16B00 – U+16B8F                  | Pahawh Hmong                                   | 144                                | 127                                | pahawh hmong |
| 1 SMP                              | U+16E40 – U+16E9F                  | Medefaidrin                                    | 96                                 | 91                                 | medefaidrin |
| 1 SMP                              | U+16F00 – U+16F9F                  | Miao                                           | 160                                | 149                                | pollard |
| 1 SMP                              | U+16FE0 – U+16FFF                  | Ideographic Symbols and Punctuation            | 32                                 | 7                                  | cinese (2 caratteri), khitan small script (1 carattere), nü shu (1 carattere), tanguta (1 carattere), common (2 caratteri) |
| 1 SMP                              | U+17000 – U+187FF                  | Tangut                                         | 6,144                              | 6,136                              | tanguta |
| 1 SMP                              | U+18800 – U+18AFF                  | Tangut Components                              | 768                                | 768                                | tanguta |
| 1 SMP                              | U+18B00 – U+18CFF                  | Khitan Small Script                            | 512                                | 470                                | khitan small script |
| 1 SMP                              | U+18D00 – U+18D8F                  | Tangut Supplement                              | 144                                | 9                                  | tanguta |
| 1 SMP                              | U+1B000 – U+1B0FF                  | Kana Supplement                                | 256                                | 256                                | hiragana (255 caratteri), katakana (1 carattere)                                                                           |
| 1 SMP                              | U+1B100 – U+1B12F                  | Kana Extended-A                                | 48                                 | 31                                 | hiragana |
| 1 SMP                              | U+1B130 – U+1B16F                  | Small Kana Extension                           | 64                                 | 7                                  | hiragana (3 caratteri), katakana (4 caratteri)                                                                             |
| 1 SMP                              | U+1B170 – U+1B2FF                  | Nushu                                          | 400                                | 396                                | nü shu |
| 1 SMP                              | U+1BC00 – U+1BC9F                  | Duployan                                       | 160                                | 143                                | duployan |
| 1 SMP                              | U+1BCA0 – U+1BCAF                  | Shorthand Format Controls                      | 16                                 | 4                                  | common |
| 1 SMP                              | U+1D000 – U+1D0FF                  | Byzantine Musical Symbols                      | 256                                | 246                                | common |
| 1 SMP                              | U+1D100 – U+1D1FF                  | Musical Symbols                                | 256                                | 231                                | common (209 caratteri), inherited (22 caratteri)                                                                           |
| 1 SMP                              | U+1D200 – U+1D24F                  | Ancient Greek Musical Notation                 | 80                                 | 70                                 | greco |
| 1 SMP                              | U+1D2E0 – U+1D2FF                  | Mayan Numerals                                 | 32                                 | 20                                 | common |
| 1 SMP                              | U+1D300 – U+1D35F                  | Tai Xuan Jing Symbols                          | 96                                 | 87                                 | common |
| 1 SMP                              | U+1D360 – U+1D37F                  | Counting Rod Numerals                          | 32                                 | 25                                 | common |
| 1 SMP                              | U+1D400 – U+1D7FF                  | Mathematical Alphanumeric Symbols              | 1,024                              | 996                                | common |
| 1 SMP                              | U+1D800 – U+1DAAF                  | Sutton SignWriting                             | 688                                | 672                                | SignWriting |
| 1 SMP                              | U+1E000 – U+1E02F                  | Glagolitic Supplement                          | 48                                 | 38                                 | glagolitico |
| 1 SMP                              | U+1E100 – U+1E14F                  | Nyiakeng Puachue Hmong                         | 80                                 | 71                                 | nyiakeng puachue hmong |
| 1 SMP                              | U+1E2C0 – U+1E2FF                  | Wancho                                         | 64                                 | 59                                 | wancho |
| 1 SMP                              | U+1E800 – U+1E8DF                  | Mende Kikakui                                  | 224                                | 213                                | kikakui |
| 1 SMP                              | U+1E900 – U+1E95F                  | Adlam                                          | 96                                 | 88                                 | adlam |
| 1 SMP                              | U+1EC70 – U+1ECBF                  | Indic Siyaq Numbers                            | 80                                 | 68                                 | common |
| 1 SMP                              | U+1ED00 – U+1ED4F                  | Ottoman Siyaq Numbers                          | 80                                 | 61                                 | common |
| 1 SMP                              | U+1EE00 – U+1EEFF                  | Arabic Mathematical Alphabetic Symbols         | 256                                | 143                                | arabo |
| 1 SMP                              | U+1F000 – U+1F02F                  | Mahjong Tiles                                  | 48                                 | 44                                 | common |
| 1 SMP                              | U+1F030 – U+1F09F                  | Domino Tiles                                   | 112                                | 100                                | common |
| 1 SMP                              | U+1F0A0 – U+1F0FF                  | Playing Cards                                  | 96                                 | 82                                 | common |
| 1 SMP                              | U+1F100 – U+1F1FF                  | Enclosed Alphanumeric Supplement               | 256                                | 200                                | common |
| 1 SMP                              | U+1F200 – U+1F2FF                  | Enclosed Ideographic Supplement                | 256                                | 64                                 | hiragana (1 carattere), common (63 caratteri)                                                                              |
| 1 SMP                              | U+1F300 – U+1F5FF                  | Miscellaneous Symbols and Pictographs          | 768                                | 768                                | common |
| 1 SMP                              | U+1F600 – U+1F64F                  | Emoticons                                      | 80                                 | 80                                 | common |
| 1 SMP                              | U+1F650 – U+1F67F                  | Ornamental Dingbats                            | 48                                 | 48                                 | common |
| 1 SMP                              | U+1F680 – U+1F6FF                  | Transport and Map Symbols                      | 128                                | 114                                | common |
| 1 SMP                              | U+1F700 – U+1F77F                  | Alchemical Symbols                             | 128                                | 116                                | common |
| 1 SMP                              | U+1F780 – U+1F7FF                  | Geometric Shapes Extended                      | 128                                | 101                                | common |
| 1 SMP                              | U+1F800 – U+1F8FF                  | Supplemental Arrows-C                          | 256                                | 150                                | common |
| 1 SMP                              | U+1F900 – U+1F9FF                  | Supplemental Symbols and Pictographs           | 256                                | 254                                | common |
| 1 SMP                              | U+1FA00 – U+1FA6F                  | Chess Symbols                                  | 112                                | 98                                 | common |
| 1 SMP                              | U+1FA70 – U+1FAFF                  | Symbols and Pictographs Extended-A             | 144                                | 57                                 | common |
| 1 SMP                              | U+1FB00 – U+1FBFF                  | Symbols for Legacy Computing                   | 256                                | 212                                | common |
| 2 SIP                              | U+20000 – U+2A6DF                  | CJK Unified Ideographs Extension B             | 42,720                             | 42,718                             | cinese |
| 2 SIP                              | U+2A700 – U+2B73F                  | CJK Unified Ideographs Extension C             | 4,160                              | 4,149                              | cinese |
| 2 SIP                              | U+2B740 – U+2B81F                  | CJK Unified Ideographs Extension D             | 224                                | 222                                | cinese |
| 2 SIP                              | U+2B820 – U+2CEAF                  | CJK Unified Ideographs Extension E             | 5,776                              | 5,762                              | cinese |
| 2 SIP                              | U+2CEB0 – U+2EBEF                  | CJK Unified Ideographs Extension F             | 7,488                              | 7,473                              | cinese |
| 2 SIP                              | U+2F800 – U+2FA1F                  | CJK Compatibility Ideographs Supplement        | 544                                | 542                                | cinese |
| 3 TIP                              | U+30000 – U+3134F                  | CJK Unified Ideographs Extension G             | 4,944                              | 4,939                              | cinese |
| 14 SSP                             | U+E0000 – U+E007F                  | Tags                                           | 128                                | 97                                 | common |
| 14 SSP                             | U+E0100 – U+E01EF                  | Variation Selectors Supplement                 | 240                                | 240                                | inherited |
| 15 PUA-A                           | U+F0000 – U+FFFFF                  | Supplementary Private Use Area-A               | 65,536                             | 65,534                             | unknown |
| 16 PUA-B                           | U+100000 – U+10FFFF                | Supplementary Private Use Area-B               | 65,536                             | 65,534                             | unknown |
| 1. 2. 3. 4. 5. 6. 7. 8.            |                                    |                                                |                                    |                                    | |